# Karavelovo (distrikt i Bulgarien, Plovdiv)
Karavelovo (bulgariska: Каравелово) är ett distrikt i Bulgarien.   Det ligger i kommunen Obsjtina Karlovo och regionen Plovdiv, i den centrala delen av landet, 110 km öster om huvudstaden Sofia.
I omgivningarna runt Karavelovo växer i huvudsak lövfällande lövskog. Runt Karavelovo är det ganska glesbefolkat, med 38 invånare per kvadratkilometer.